# Seitenbewegung
Als Seitenbewegung (lat. motus obliquus, „schiefe Bewegung“) bezeichnet man in der Kontrapunktlehre das Bewegungsverhältnis zweier Stimmen, von denen eine steigt oder fällt und die andere liegen bleibt.

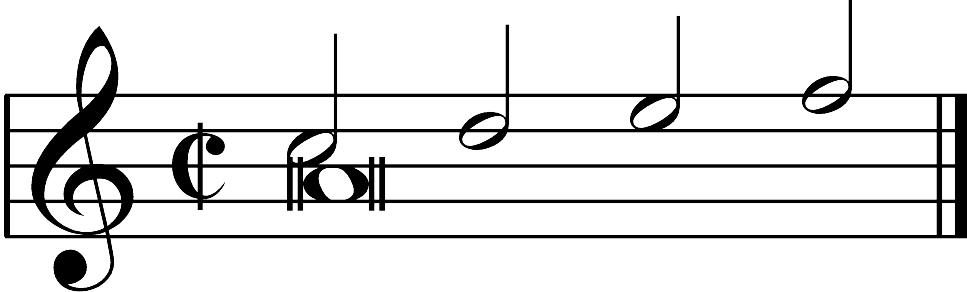
Beispiel

Siehe auch: Bewegung (Kontrapunkt)